# Академія дельї-Інкаммінаті
44°09′20″ пн. ш. 11°47′14″ сх. д. / 44.155417° пн. ш. 11.787139° сх. д.

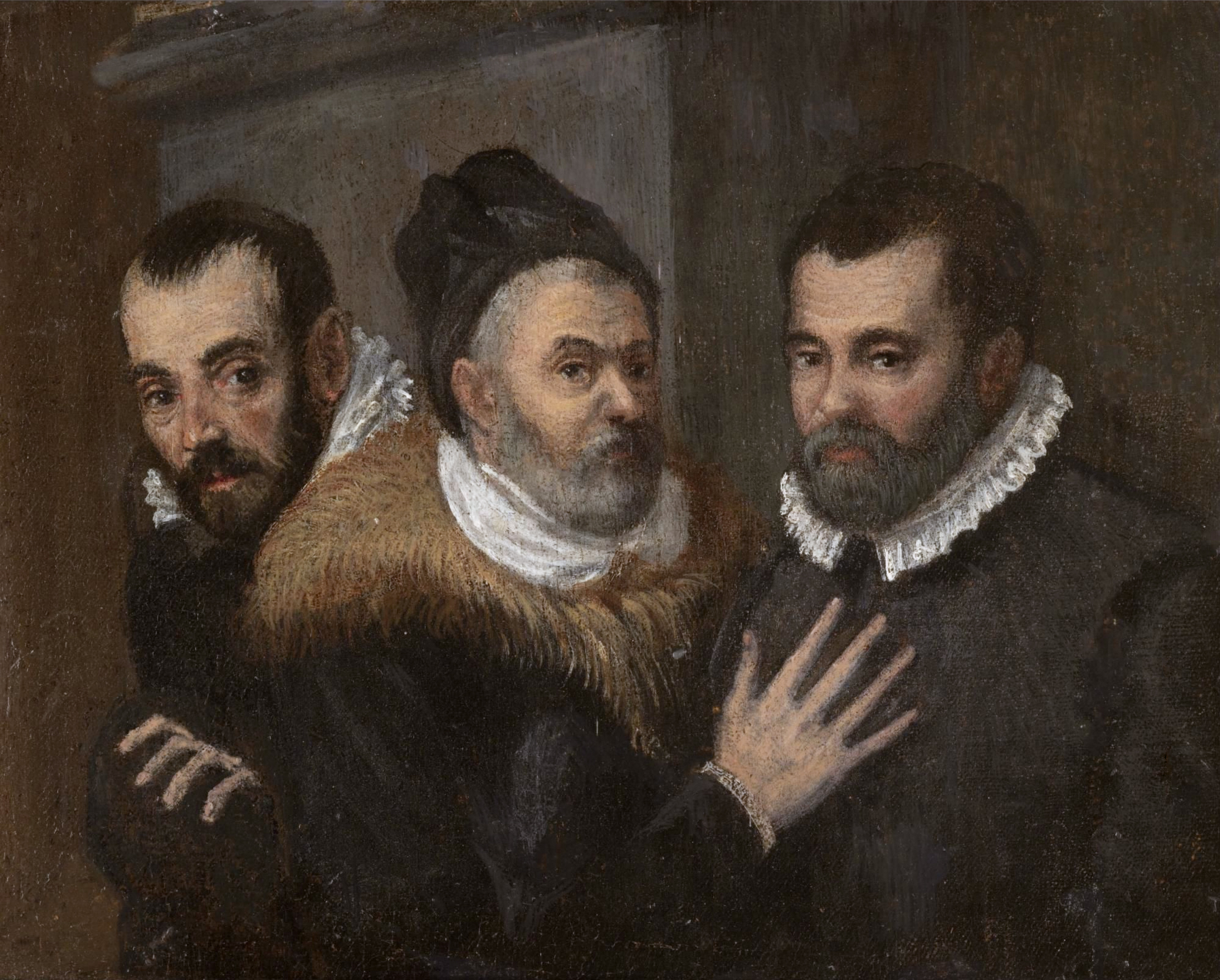
Аннібале, Лодовіко та Агостіно Карраччі

Академія дельї-Інкаммінаті (італ. Academia degli Incamminati) — мистецька академія, заснована близько 1585 року в Болоньї братами Карраччі. Від цієї академії веде історію болонська школа живопису.
Академію заснував Лодовіко Карраччі разом з двоюрідними братами Аннібале та Агостіно. Точна дата заснування невідома і визначається між 1582 і 1585 роками. Спочатку вона називалася «Академія деї-Дезідерозі» (італ. Academia dei Desiderosi), пізніше — Академія дельї-Інкаммінаті, що означає «Академія тих, хто став на правильний шлях».
Одним з основних принципів Академії було прагнення до синтезу малюнку римської школи (Рафаеля та Мікеланджело) і колориту північноіталійського мистецтва (Корреджо та Тиціана). Художнім ідеалом вважався еклектизм, що об'єднував найкращі досягнення майстрів минулого. Ще одним принципом було малювання з натури з метою уникнення умовності формальних прийомів, які панували в той час у маньєризмі. Лодовіко хотів зробити мистецтво інструментом, здатним пробудити в народі набожність, і вважав, що природність форм найкраще впливає на людські почуття. В курс навчання також входили лекції з перспективи, архітектури та анатомії.
Завдяки активній діяльності академії її естетичні принципи незабаром набули чималого впливу. Академія Карраччі стала найпрогресивнішим і найвпливовішим художнім навчальним закладом в Італії того часу. Вона була закрита в 1620 році після смерті Лодовіко. Її найвідомішими учнями є Франческо Альбані, Гвідо Рені та Доменікіно.